# Назарова Рена Рафіковна
Ре́на Ра́фіковна Наза́рова (нар. 24 травня 1983, Київ, УРСР) — українська журналістка, громадська та політик. З 2014 є депутатом Київради від партії УДАР (секретар комісії з питань інформаційної політики та реклами). Член Національної спілки журналістів України, автор та ведуча ток-шоу «Київський форум».

## Освіта
2006 року закінчила Інститут журналістики КНУ ім. Шевченка, магістр журналістики.

## Публічна діяльність
З 2004 року — на телебаченні. Ведуча програм — «За київським часом», «Місце зустрічі: Хрещатик, 26», «По суті», «Інший погляд».
З 2007 по 2014 авторка та ведуча соціального проєкту — ток-шоу «Київський форум»: спочатку на Київському державному телебаченні, після — на телеканалі ZIK.
2009 р. — головна редакторка творчого об'єднання «Перший громадський» Київської державної телерадіокомпанії.
2012–2013 — шеф-редакторка газети «Київський форум». Телепередачу Назарової неодноразово намагалися закрити.

## Політика
Жовтень 2012 — кандидатка у депутати Верховної ради України за 222 округом в Києві, посіла 2 місце з 25 % голосів.
У травні 2014 року обрана депутатом Київради, № 3 у списку партії УДАР.
На місцевому рівні підтримує розгалужене місцеве самоврядування. Ініціатор створення Суспільного телебачення Киева (СТК).
19 червня 2014 на засіданні Київради Назарова стала секретарем комісії з питань інформаційної політики та реклами.

## Особисте життя
Колишній чоловік — політик Юрій Збітнєв, має доньку.